# Drypetes alba
Drypetes alba là một loài thực vật có hoa trong họ Putranjivaceae. Loài này được Poit. mô tả khoa học đầu tiên năm 1815.